# Дегтерьов Олександр Юрійович
Олександр Юрійович Дегтерьов (біл. Аляксандр Юр'евіч Дзегцяроў; нар. 20 березня 1986, Вітебськ, Білоруська РСР) — білоруський футболіст, півзахисник.

## Клубна кар'єра
Футболом розпочав займатися 1993 року, перші тренери — А.С. Асташенко та В.Є. Новиков. в юному віці виїхав до Росії, де виступав за московські клуби «Локомотив» та «Торпедо», але згодом повернувся до Білорусі. У 2006 році з вітебського «Локомотива перейшов до «Нафтану». У 2009 році разом з «Нафтаном» завоював свій перший трофей — Кубок Білорусі, у фінальному матчі якого новополоцький клуб обіграв солігорський «Шахтар». Також 2009 року в матчі другого кваліфікаційного раунду Ліги Європи, в якому «Нафтан» переміг бельгійський «Гент» з рахунком 2:1, Олександр відзначився двома голами. У чемпіонаті Білорусі 2009 року Олександр відзначився 4-ма голами і віддав 3 результативні передачі в 24-ох матчах.
У 2010 році залишив «Нафтан» і відправився в бобруйську «Білшину». Олександр вважає це рішення своєю великою помилкою. За словами гравця, головний тренер бобруйського клубу Олександр Сєднєв запросив гравця в яко одного з основних гравців, але після декількох матчів у команді Олександра перевели в резерв, з якого він не виходив, незважаючи на максимальні зусилля з боку гравця тренуваннях команди.
У 2011 році перейшов до «Вітебська», де відразу став другим найкращим гравцем команди, поступившись першим місцем партнеру по атаці Ігорю Слесарчуку. Однак хороша гра Олександра не допомогла клубу зберегти місце у Вищій лізі, команда посіла передостаннє місце і в плей-оф стала слабшою за мінський «Партизан», який отримав путівку до вищого дивізіону, але був розформований, а вітебський клуб вилетів у Першу лігу. Гравець продовжив контракт з віцебським клубом на наступний сезон.
У лютому 2013 року Дегтерьов знову став гравцем новополоцького клубу, після того, як команда очолив російський фахівець Павло Кучеров. Завдяки використанню «Нафтаном» схеми з трьома нападників почав грати як лівий крайній нападник. На передсезонних зборах демонстрував непогану результативність, відзначався голами у воротарх таких команд, як бобруйська «Білшина», чорногорська «Будучніст» та румунська «Седжеата».
На початку сезону 2013 року потрапив в основний склад, але не зміг проявити себе і в підсумку втратив місце в основі, але став зазвичай виходити на заміну. Після відходу з команди Павла Кучерова в червні 2013 року він жорстко висловився проти колишнього тренера, але при новому тренері Валерію Стріпейкісу Дегтярьов також не зміг повернутися в основу і, зрештою, присів на лавку запасних.
У січні 2014 року повернувся до «Вітебська». Сезон 2014 року розпочав на лавці запасних, згодом став гравцем основи вітебського клубу. У серпні він знову потрапив на лавку запасних, а в жовтні 2014 року за взаємною згодою сторони домовилися про розірвання контракту з «Вітебськом».
У квітні 2015 року перейшов до «Сморгоні». На початку 2016 року став гравцем «Слоніма» (у 2017 році клуб почав використовувати назву «Слонім-2017»). У липні 2018 року покинув слонімський клуб і переїхав до «Орші».
Сезон 2019 року розпочав у «Барановичах», але покинув команду в липні 2019 року.

## Кар'єра в збірній
Брав участь в матчах [[[Молодіжна збірна Білорусі з футболу|молодіжної збірної Білорусі]].

## Досягнення
«Нафтан»
- Кубок Білорусі
  -  Володар (1): 2008/09